# 落馬洲站
落馬洲站（英語：Lok Ma Chau Station）是一個位於香港新界元朗區落馬洲及新田一帶，屬於港鐵東鐵綫的鐵路車站，亦是東鐵綫的兩個北行終點站之一（另一個為羅湖站），屬香港邊境禁區範圍內，其服務的出入境管制站（落馬洲支線管制站）以橫跨深圳河的行人天橋連接深圳市的福田口岸大樓。
落馬洲站與羅湖站同為邊境車站，乘客須持有有效的旅遊證件或指定分區的邊境禁區通行證（俗稱「禁區紙」）方可使用車站，否則有機會被檢控。
- 俯瞰落馬洲站與其過境行人天橋（2021年7月）

## 概述
落馬洲站是兩鐵合併前九廣鐵路最後一個啟用的車站，車站由盧緯綸建築師事務所設計，服務東鐵綫沿線往返港深兩地的乘客，興建車站的目的為疏導羅湖站的過境人流，並於2007年8月15日下午4時許啟用。
由落馬洲站經福田口岸過境至中國内地深圳可接駁深圳地鐵4號綫與10號綫的福田口岸站。落馬洲站位處邊境禁區內，並鄰近深圳河，過境乘客必須持有有效旅遊證件，非過境乘客須持有指定分區的邊境禁區通行證（俗稱「禁區紙」），而前往管制站的非過境乘客則需另外持有由港鐵簽發的「落馬洲站限制區通行證」才可使用落馬洲站；而未持有有效證件前往落馬洲站的乘客則有機會被檢控。
雖然落馬洲站公共運輸交匯處與車輛使用的落馬洲管制站地理上非常接近，惟即使乘客持有有效旅遊證件，在香港邊境禁區內亦不可以任何方式往返兩處。如要在不離開邊境禁區的原則下往返兩處必須持有有效的禁區通行證。
落馬洲站是東鐵綫唯一一個位於元朗區以及新界西的車站，也是在九廣鐵路時期最短的車站。因為在啟用後不足4個月後即遇上兩鐵合併，成為港鐵一部分。
在落馬洲支綫試車時，部分由尖東站開出的班次會以上水為終點站，其後上述班次在離開上水站後改經落馬洲支綫前往落馬洲站；而目前列車則會行駛金鐘站至上水站後再以輪流形式前往落馬洲站或羅湖站。而在車站啟用初期，九廣東鐵每小時分別會有5－6班列車以落馬洲站為終點站。而因應福田口岸的通關時間所限，落馬洲站是港鐵全日服務時間最短的車站（若不計算只於賽馬日服務的馬場站），也是唯一一個末班車於午夜前開出的車站。

## 車站／管制站建築結構

### 樓層
落馬洲站與落馬洲支線管制站設於同一建築，樓高4層，佔地約9公頃，地面為公共運輸交匯處。車站內升降機以「T」代表「票務大堂（Ticketing）」、「A」代表「入境大堂（Arrival）」、「P」代表「月台（Platform）」、「D」代表「離境大堂（Departure）」；而車站外升降機則使用G、L1－L3層。另外，同樣位處於L2層月台與入境大堂不相通，乘客必須利用扶手電梯繞經位於L3層的票務大堂方能前往月台。
| L3／T                          | 票務大堂 | 客務中心、「會員服務站」、車站商店、自動櫃員機 |  |  |
| L2／A／P                       | 行人天橋 | 連接深圳福田口岸（入境用） |  |  |
| L2／A／P                       | 入境大堂 | 香港入境事務處及香港海關檢查、通道前往公共運輸交匯處、車站商店、洗手間                                                                                       |  |  |
| L2／A／P                       | 月台     | \| \| 1 \| 東鐵綫往金鐘（上水 · 未來：古洞） \| \| \| \| 島式 · ↑開右邊车门 ↓開左邊车门 \| \| \| \| \| \| \| 2 \| 東鐵綫往金鐘（上水 · 未來：古洞） \| \| \| |  |  |
| L1／D                          | 行人天橋 | 往深圳福田口岸聯檢大樓 |  |  |
| L1／D                          | 離境大堂 | 香港入境事務處及香港海關檢查、客務中心、車站商店、「會員服務站」、自動櫃員機、洗手間                                                                         |  |  |
| G                              | 地面     | 出入口、公共運輸交匯處 |  |  |
|                                | 1        | 東鐵綫往金鐘（上水 · 未來：古洞） |  |  |
| 島式 · ↑開右邊车门 ↓開左邊车门 |          | |  |  |
|                                | 2        | 東鐵綫往金鐘（上水 · 未來：古洞） |  |  |

### 大堂
落馬洲站／落馬洲支線管制站設有三個主要大堂，分別為離境大堂（L1／D層）、入境大堂（L2／A層）及票務大堂（L3／T層），三個大堂均設有車站商店、免稅店以及自動櫃員機。
而車站離境大堂付費區內亦設有自動飲料售賣機，售賣機由港鐵引入，為香港可口可樂太古汽水廠資產，平日會提供冷飲，冬季更會售賣熱飲。儘管此設施有違港鐵附例第27條《嚴禁乘客於收費區內飲食》的原意，乘客還是要留意不可即席飲用，以免誤墮法網。
另外，於落馬洲站的票務大堂內設置兩部數碼化濕地觀賞儀，可供乘客使用觀賞儀欣賞落馬洲鄰近一帶的天然濕地環境。
- 離境大堂（2023年1月）
- 離境大堂付費區內設有洗手間（2023年1月）
- 票務大堂，付費區（2023年1月）
- 落馬洲站票務大堂內設置兩部數碼化濕地觀賞儀（2023年3月）

#### 出入境分流
為了方便人流管制，落馬洲站實行單向人流管制措施。
離境：月台（L2／P） → 離境大堂（L1／D） → 跨境天橋 → 福田口岸聯檢大樓
當列車到達落馬洲站，離港乘客須徒步或搭乘電梯前往位於月台下層的離境大堂，乘客只能單向前往不能折返月台（實際上，乘客可於離境大堂層乘搭升降機或步行樓梯返回月台）。乘客出閘後，通道會先與來自落馬洲支線公共運輸交匯處的通道匯合，然後經過入境處及香港海關檢查，辦妥出境手續後，將會經由一條橫跨深圳河的單臂斜拉式行人天橋步行至深圳市內的福田口岸聯檢大樓。
入境：福田口岸聯檢大樓 → 跨境天橋 → 入境大堂（L2／A） → 票務大堂（L3／T） → 月台（L2／P）
有別於羅湖管制站，入境人士不論是香港居民與否也是無須分流，從福田口岸聯檢大樓途經行人天橋抵達落馬洲支線管制站後會步入同一個入境大堂（與月台同層但被牆壁分隔），通過入境處與香港海關的檢查，完成辦理入境手續後可選擇前往位於大樓下方的公共運輸交匯處乘搭巴士或小巴；而選擇乘搭港鐵的入境人士，須使用扶手電梯／升降機前往L3／T層的票務大堂，入閘後再使用扶手電梯、升降機或樓梯前往位於L2／P層的月台。
- 離境大堂往深圳福田口岸通道（2025年3月）

### 月台
落馬洲站月台位於L2層，並採用一座島式月台排列，乘客可根據指示於1／2號月台乘搭最快離開車站的列車，另外兩個月台均已裝設月台閘門。
- 1、2號月台（2023年11月）
- 設於月台的車站書法字（2023年11月）
- 連接離境大堂的升降機（2023年11月）

此外，落馬洲站1號月台以南已預留部分月台結構，以便北環綫落實興建時，作為擴充車站之用。
前九鐵表示，在落馬洲支線通車後，乘客如果於其他車站誤乘往落馬洲站的列車，可直接乘坐反方向的列車。而列車上亦有廣播提醒誤乘的乘客可以留在列車上返回上水站後再轉乘前往羅湖站的列車。

### 出入口
|                         |                                                                                |      | |
| 編號                    | 建議前往的目的地                                                               | 圖片 | 備註 |
| 出口 · A · 盲道标志     | 下灣村、落馬洲站公共運輸交匯處                                                 |      | - 只限入境旅客，並進入香港境內乘搭九巴B1線、新界區專線小巴75線、的士之乘客或持有禁區紙或獲警務處批准前往下灣村之人士方可使用此出入口 - 只限出境旅客，並乘搭九巴B1線、新界區專線小巴75線、的士之乘客或獲警務處批准由下灣村前往福田口岸之出境人士往中國大陸方可使用此出入口 - 非出境旅客除非持有禁區紙或獲警務處批准，否則不得由公共運輸交匯處前往車站乘搭東鐵綫 - 非出境旅客除非持有禁區紙或獲警務處批准，否則不得使用此出入口前往下灣村或公共運輸交匯處 |
| 離港                    | 入境處出境大堂、深圳聯檢大樓、福田口岸 深圳地铁4号线 深圳地铁10号线 福田口岸站 |      | 只限持有有效旅遊證件方可使用此出入口 |
| 抵港（只准進站）        |                                                                                |      | 只限持有有效旅遊證件方可使用此出入口 |
| 註： 設有 \| 設於同一層 |                                                                                |      | |

### 車站藝術
落馬洲站設一組車站藝術品，位於車站L3層（抵港層）的票務大堂（L3層）。
|  | 《洋紫荊騎士》 | 蔣朔（中國） | 落馬洲站L3層票務大堂 | 2010年1月 |

## 利用狀況

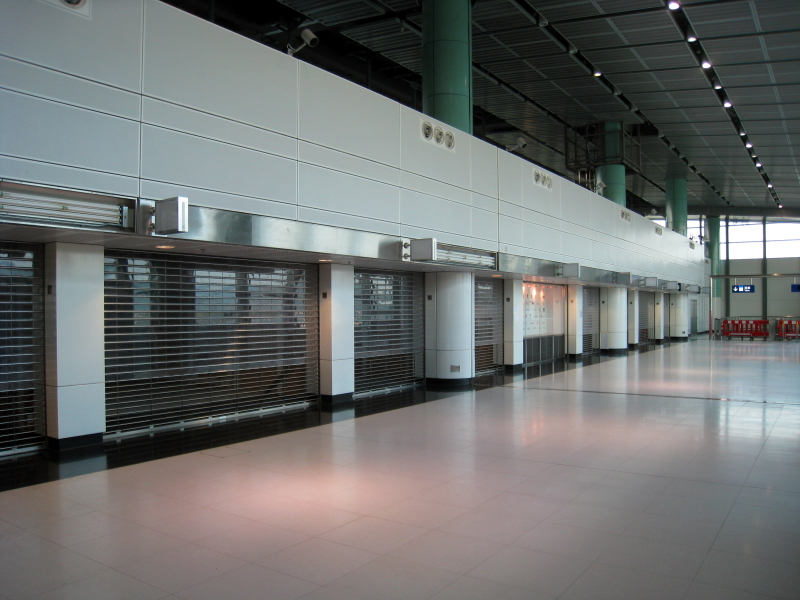
2008年車站票務大堂層不少商店已結業，其後相關範圍已密封

前九廣鐵路公司主席田北辰估計，落馬洲支線首年客量平均可達每日6萬人次。前九廣東鐵客運總經理黎守謙表示，通車首日（2007年8月15日，只服務了6.5小時左右）已有約1萬人次使用落馬洲站。
而據香港入境處的數據顯示，連同東鐵綫、巴士、小巴及的士在內，通車翌日（2007年8月16日，即首次全日服務）共有25,276名旅客使用落馬洲支線口岸過境。而2007年8月15日至同月18日期間的落馬洲支線乘客量均為1萬、2萬、21,000及31,000人次。
由於前往落馬洲站的客量持續偏低，九鐵在2007年11月4日起推出「落馬洲週票」試驗計劃。由逢星期日起計，乘客每星期可從各東鐵綫車站（不包括馬鞍山鐵路及羅湖站）乘搭東鐵綫往返落馬洲站12次，票價為港幣240元正。試驗計劃曾多次延長，最後於2008年7月26日結束。
據香港入境處在2009－2010年度統計，有超過2,520萬人次經落馬洲支綫管制站出入境，使用率明顯上升。而在2010年3月，過關的旅客每日平均有73,960人次，較2009年3月的61,844人次增加19.6%而居住於羅湖站及落馬洲站附近屬邊境禁區範圍之村落居民或工作的人士，可以申請羅湖／落馬洲特價證。然而有旅居海外村民稱回港後在料壆村定居，並持有「禁區許可證」，但不獲港鐵批出特價證。
根據港鐵向香港立法會提供的資料，於2008－2012年期間乘搭東鐵綫往返落馬洲站的使用人次如下：
| 年份   | 往返落馬洲站 每日平均乘客量 |
| ------ | --------------------------- |
| 2008年 | 31,000                      |
| 2009年 | 35,000                      |
| 2010年 | 42,000                      |
| 2011年 | 50,000                      |
| 2012年 | 60,000                      |

## 接駁交通

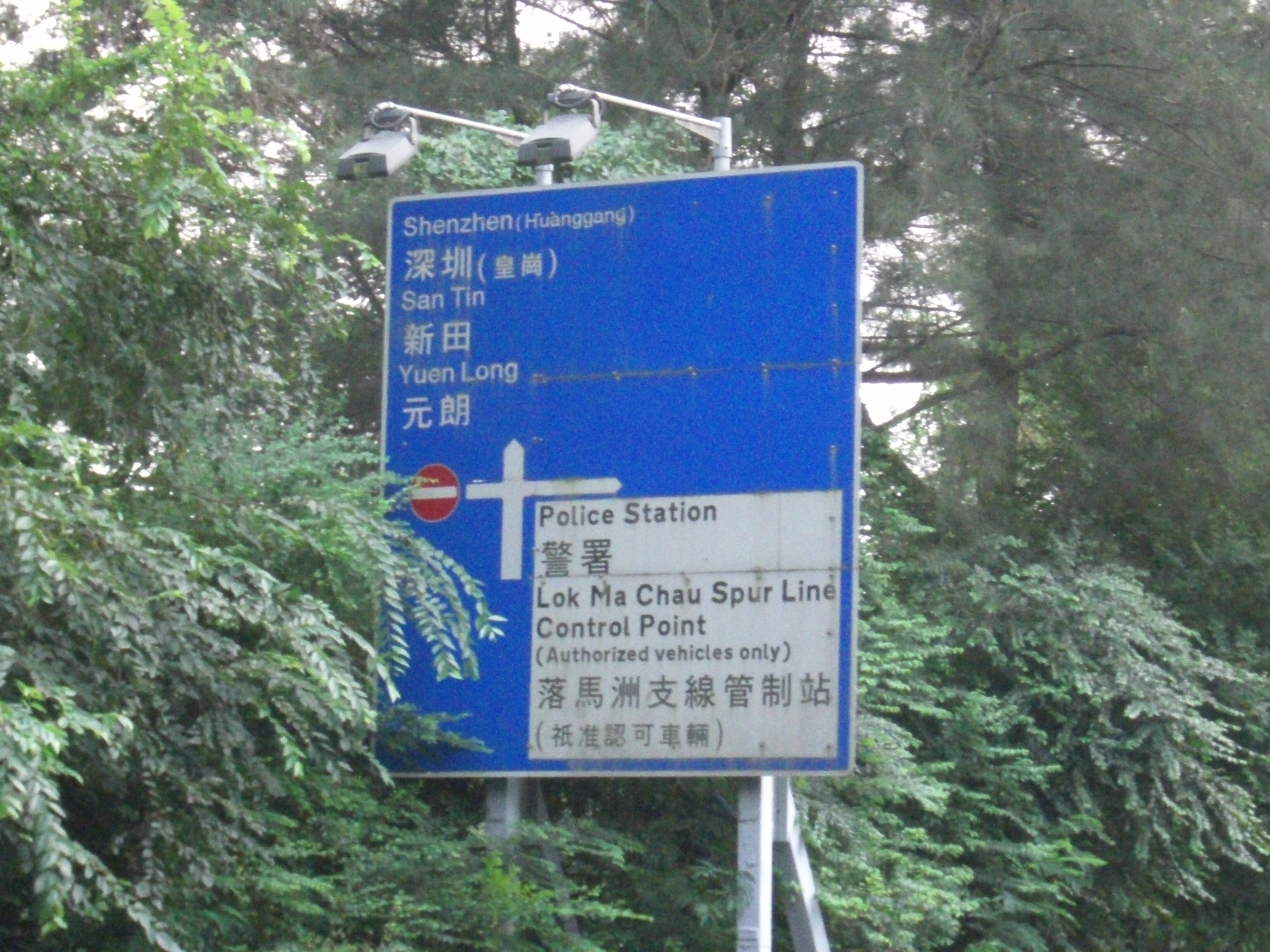
「落馬洲支線管制站」路牌

落馬洲站原先設計只供東鐵綫的過境乘客使用，但在多名立法會議員大力爭取打破九廣鐵路壟斷過境交通的壓力下香港政府才讓步准許專營巴士、專線小巴及的士接載乘客往返落馬洲站，並於2007年初邀請招標1條來往元朗東至落馬洲站的專營巴士線，以及公開招標1條來往元朗市中心至落馬洲站的綠色專線小巴線。市區及新界的士亦可直接駛入該交匯處載客。
過境旅客可以乘搭公共交通工具於落馬洲站公共運輸交匯處下車，然後直接進入落馬洲站的出境大堂過境，反之亦然。但相關安排曾引起車站保安的爭議，因為車站最初設計未有預料到會有人流從其他途徑進入車站。
  
接駁交通列表

| 鐵路 - 深圳境內 - 深圳地鐵4號線、10號線福田口岸站 香港巴士 - 九巴： - B1 - 天水圍（天慈邨） ↔ 落馬洲站（福田）、元朗（山水樓） ↔ 落馬洲站（福田）、天水圍（天恩邨） ↔ 落馬洲站（福田） 香港小巴 - 新界專線小巴： - 75 - 元朗（福德街） ↔ 落馬洲站 |

## 歷史

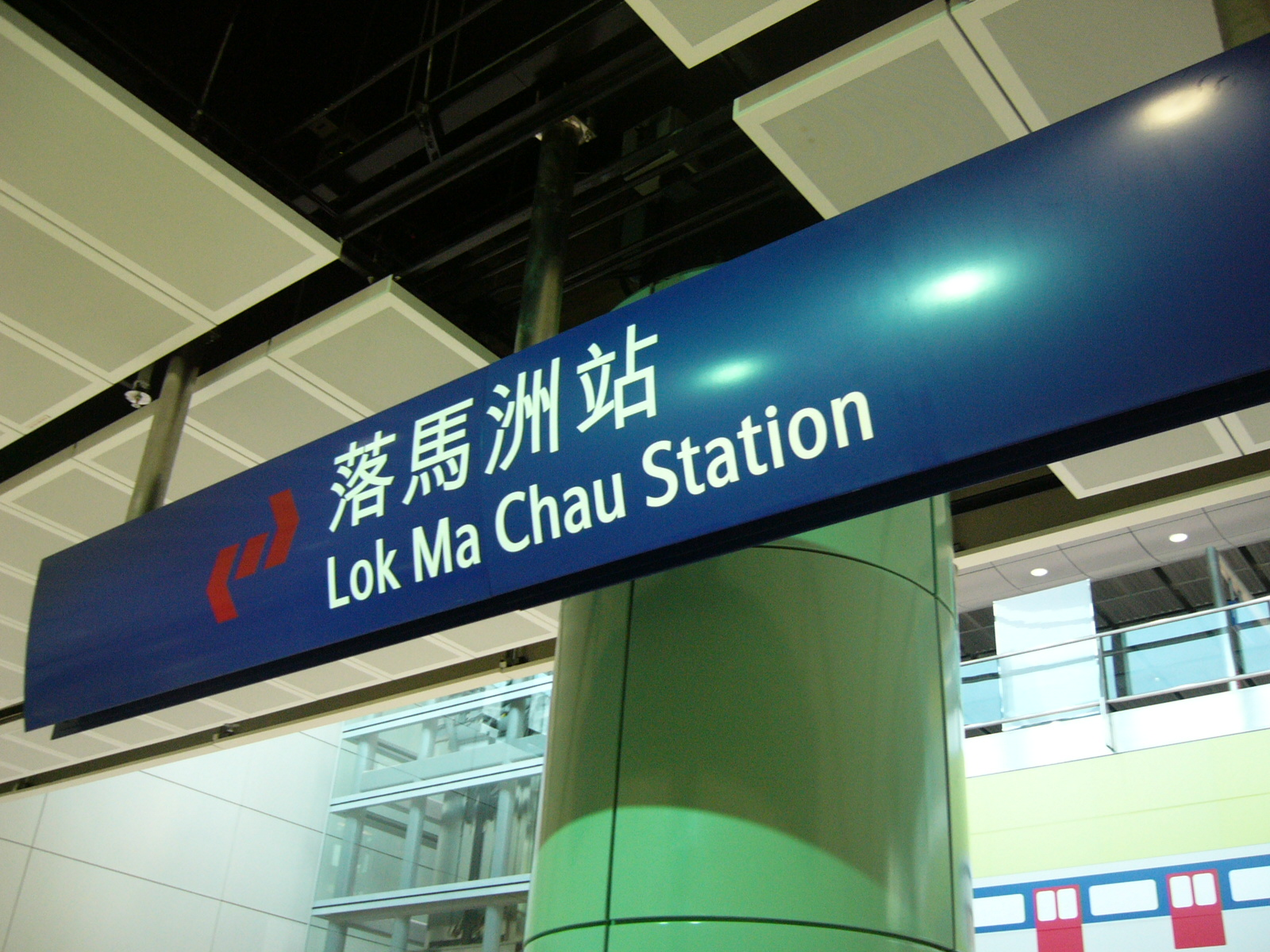
兩鐵合併前的落馬洲站車站牌匱（2007年8月）

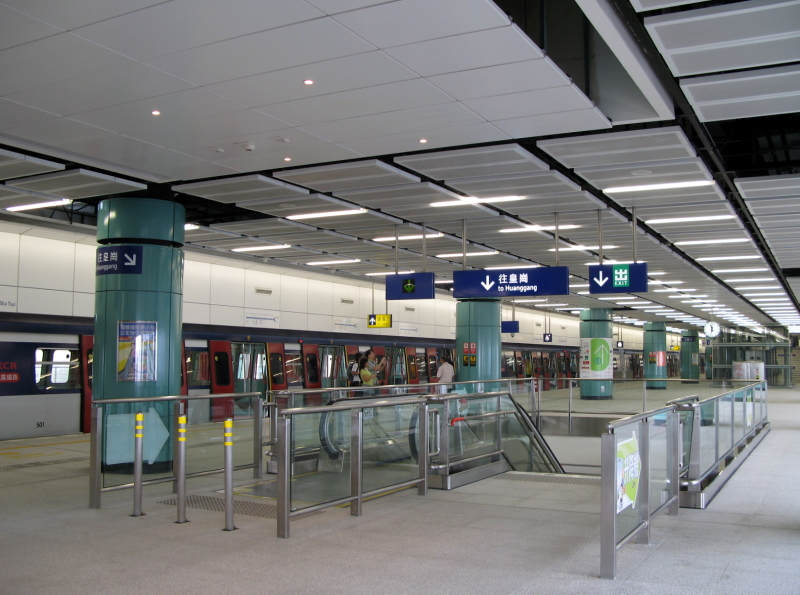
兩鐵合併前的月台（2007年8月）

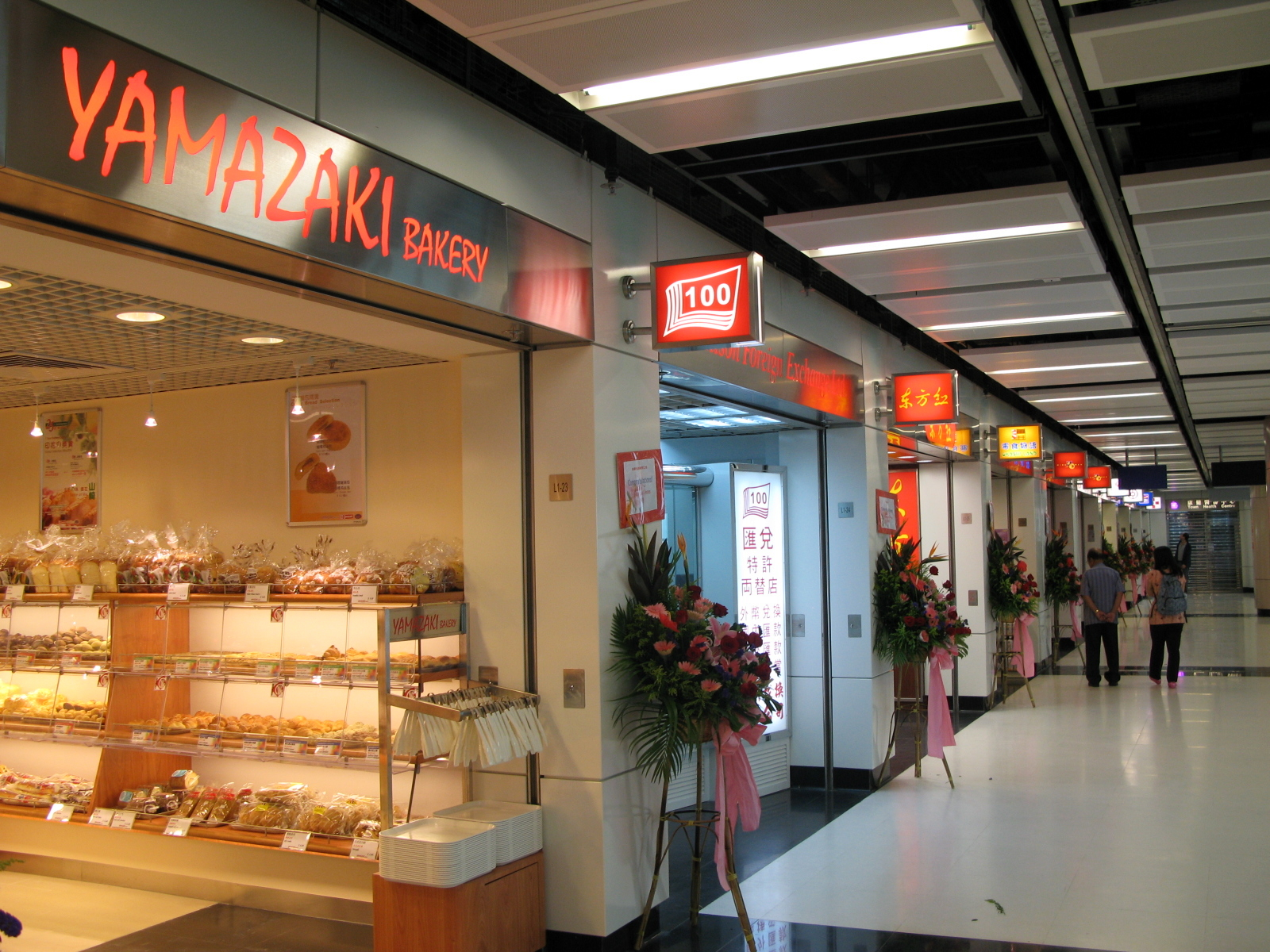
大堂商店（2007年8月）

落馬洲站本來是由九廣西鐵延伸的北環線的其中一個終點站，但最後改為九廣東鐵延伸的落馬洲支線的終點站。支線於2003年1月動工興建，工程耗資約100億港元，並於2005年4月19日舉行車站平頂典禮，主禮嘉賓包括時任環境運輸及工務局常任秘書長羅智光、九鐵主席田北辰、九鐵署理行政總裁黎文熹及九鐵新鐵路工程高級總監李鏡權等。落馬洲站原定於2007年7月1日通車，但因為中國大陸方面的福田口岸有待檢收，故延遲至同年8月15日才正式啟用。首班由尖東站開往落馬洲站的北行列車於下午3時15分開出，而首班南行列車則於下午4時15分於落馬洲站開出前往尖東站。落馬洲支線通車與福田口岸啟用儀式由時任香港特別行政區政務司司長唐英年、九廣鐵路公司主席田北辰、運輸署署長黃志光、署理路政署署長張慶雲、深圳市市委書記李鴻忠、廣東省人民政府常務副省長湯炳權、深圳市市長許宗衡、深圳市政協主席李德成及深圳地鐵公司董事長張曉莉共同主持。

### 車站暫時不對外開放

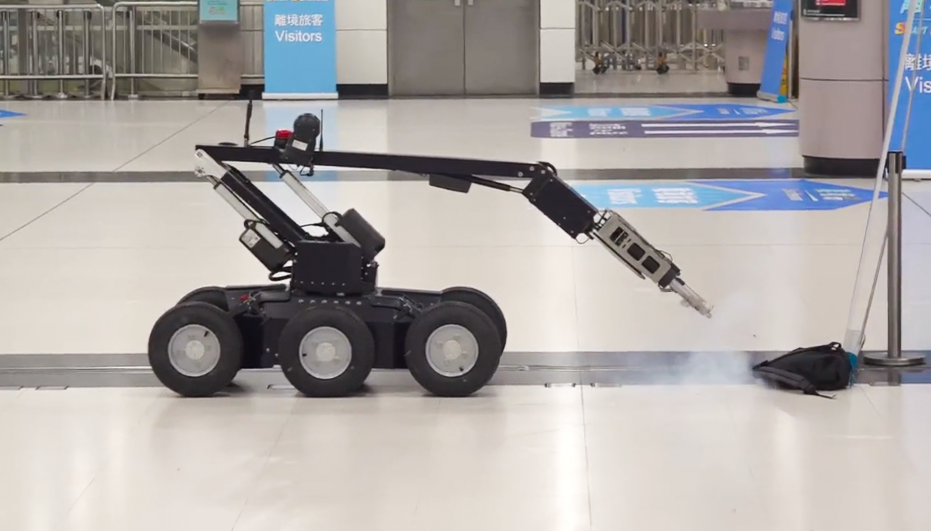
在車站不對外開放期間，警方及入境處曾在落馬洲站內模擬入境處人員發現可疑背包後，爆炸品處理課利用拆彈機械人，以強力水炮摧毀可疑爆炸品（2020年3月）

2020年，因應香港特別行政區政府為防範新型冠狀病毒疫情之應變措施，落馬洲站於同年2月4日至2023年1月7日期間不對外開放。
2020年3月19日，警方聯同入境處、消防處等多個部門曾在當時不對外開放的落馬洲支綫管制站進行反恐演習，模擬有人引爆遙控炸彈造成多人傷亡，而演習則合共有約250人參與。
2022年12月27日，中華人民共和國外交部發佈《關於中外人員往來暫行措施的通知》，指出不再對入境人員實施核酸檢測與集中隔離；而同樣香港政府亦於翌年1月5日宣布由同月8日起重新開放落馬洲站，而初期經落馬洲站前往內地的香港居民以及訪港旅客均設有每日上限人數，兩者皆為3.5萬人，而上述人士須於網上預約；同樣所有經落馬洲站出入境的人士須持有48小時內新冠病毒核酸檢測呈陰性結果；其後於同年2月3日，国务院港澳办亦宣布於同月6日起取消上述預約及上限人數的安排。

## 未來發展

### 北環綫
計劃中的北環綫將由現在的屯馬綫錦上路站向東北方向出發，並以「Y」型分岔設計，以西面接駁落馬洲支綫的落馬洲站，東面則在古洞站與東鐵綫交匯作為轉車站，與當年的《鐵路發展策略2000》提出的計劃相似。如果落實，北環綫將成為通往落馬洲鐵路口岸的第二條鐵路，屆時新界西的居民前往落馬洲站或東鐵綫以北各站亦更為方便。
不過首階段只興建北環綫錦上路站至古洞站段，而錦上路站至落馬洲站段則暫緩興建，並視乎未來跨境運輸需求的增長才增設此段跨境支線。換言之，在此段支綫建成前，北環綫乘客屆時須在古洞站轉乘東鐵綫才能前往落馬洲站。
不過，自從政府提出北環綫延伸至重建後的皇崗口岸構想後，相關預留已不再使用。

## 外部連結
- 港鐵公司－落馬洲站街道圖 （页面存档备份，存于）
- 港鐵公司－落馬洲站位置圖 （页面存档备份，存于）
- 港鐵公司－落馬洲站列車服務時間 （页面存档备份，存于）
- 香港鐵路大典上的相关条目：落馬洲站